# Marcos Peano
Marcos Hernán Peano (Freyre, Provincia de Córdoba, Argentina; 15 de octubre de 1998) es un futbolista argentino. Juega como arquero y su primer equipo fue Unión de Santa Fe. Actualmente milita en RAAL La Louvière de la Primera División de Bélgica.

## Trayectoria
Nacido en Freyre, Marcos Peano surgió de la cantera del club 9 de Julio Olímpico de esa ciudad, para luego sumarse a las inferiores de Unión de Santa Fe. En 2015, con tan sólo 16 años, fue convocado por Leonardo Madelón para realizar la pretemporada con el equipo de Primera, siendo el cuarto arquero del plantel detrás de Nereo Fernández, Matías Castro y Joaquín Papaleo. Además, luego de su participación en la Selección Sub-17 ese mismo año, firmó su primer contrato profesional con el Club Atlético Unión.
Tras la ida de Joaquín Papaleo a préstamo a Santamarina de Tandil en 2016, Peano se consolidó como el tercer arquero tanto con Leonardo Madelón como con Juan Pablo Pumpido; sin embargo, la llegada de Pablo Marini le hizo perder terreno, ya que el nuevo técnico puso por encima a Alan Sosa. A mediados de 2017, Leonardo Madelón regresó a Unión, pero el cordobés siguió estando relegado y surgieron algunas alternativas: Atlético Paraná lo tentó para jugar el Torneo Federal A y luego viajó a Bélgica para probarse en Anderlecht. Más allá de estas oportunidades, finalmente el arquero decidió quedarse en Santa Fe y poco a poco fue ganándose nuevamente la consideración del entrenador.
A mediados de 2018, el uruguayo Matías Castro (suplente de Nereo Fernández desde el ascenso de 2014) decidió irse a Temperley en busca de continuidad y Madelón confió en Marcos Peano y en Joaquín Papaleo (que volvía luego de estar dos temporadas a préstamo) para que sean los relevos del arquero titular, por lo que el club resolvió extenderles el contrato a ambos. El 2 de septiembre de ese año Unión visitaba a Colón en una nueva edición del clásico santafesino: en la previa había quedado descartado por una lesión Nereo Fernández y fue Papaleo el elegido para ocupar el arco tatengue, sin embargo a los 20 del PT recibió un pelotazo en el rostro que le provocó un derrame en el ojo y que lo sacó del partido, produciéndose así el ingreso de Marcos Peano, quien de esta forma tuvo su debut absoluto como profesional. El encuentro terminó igualado 0-0.
Para la temporada 2019/20, el club tomó fuertes decisiones: por un lado, prescindió de los servicios de Nereo Fernández, el histórico arquero titular; y por otro, acordó la rescisión de contrato del uruguayo Matías Castro, que regresaba de su préstamo en Temperley. Estaba todo dado para que Marcos se quedara definitivamente con el puesto, sin embargo, una inoportuna lesión durante la pretemporada le hizo perder terreno frente al recién llegado Sebastián Moyano; una vez recuperado, el técnico Leonardo Madelón le dio la titularidad pero una serie de errores lo relegaron nuevamente al banco de suplentes.

## Selección nacional
Integró la Selección Argentina Sub-17 en el Mundial de Chile 2015, siendo el arquero titular del equipo en los primeros dos partidos de la fase de grupos. La albiceleste, dirigida por Miguel Ángel Lemme, quedó eliminada en la primera fase del Mundial.
Al año siguiente, fue convocado a la Selección Argentina Sub-20 e integró el plantel que obtuvo el segundo puesto en el Torneo Internacional de Fútbol de la Alcudia, aunque no sumó minutos en cancha.
En 2019 el entrenador Fernando Batista decidió convocarlo a la Selección Argentina Sub-23 para una serie de amistosos ante su par de México, donde le tocó ser suplente de Facundo Cambeses. 

## Estadísticas
- Actualizado al 17 de agosto de 2025

### Clubes
| Club                         | Div.                | Temporada           | Liga | Liga | Liga | Copa Nacional | Copa Nacional | Copa Nacional | Copa Internacional | Copa Internacional | Copa Internacional | Total | Total | Total |
| Club                         | Div.                | Temporada           | PJ   | GR   | VI   | PJ            | GR            | VI            | PJ                 | GR                 | VI                 | PJ    | GR    | VI    |
| ---------------------------- | ------------------- | ------------------- | ---- | ---- | ---- | ------------- | ------------- | ------------- | ------------------ | ------------------ | ------------------ | ----- | ----- | ----- |
| Unión Argentina              | 1.ª                 | 2016/17             | —    | —    | —    | —             | —             | —             | —                  | —                  | —                  | 0     | 0     | 0     |
| Unión Argentina              | 1.ª                 | 2017/18             | 0    | 0    | 0    | 0             | 0             | 0             | —                  | —                  | —                  | 0     | 0     | 0     |
| Unión Argentina              | 1.ª                 | 2018/19             | 1    | 0    | 1    | 4             | -7            | 0             | —                  | —                  | —                  | 5     | -7    | 1     |
| Unión Argentina              | 1.ª                 | 2019/20             | 3    | -5   | 1    | —             | —             | —             | —                  | —                  | —                  | 3     | -5    | 1     |
| Unión Argentina              | 1.ª                 | 2020                | —    | —    | —    | —             | —             | —             | —                  | —                  | —                  | 0     | 0     | 0     |
| Unión Argentina              | Total               | Total               | 4    | -5   | 2    | 4             | -7            | 0             | 0                  | 0                  | 0                  | 8     | -12   | 2     |
| Def. de Belgrano Argentina   | 2.ª                 | 2021                | 6    | -6   | 5    | —             | —             | —             | —                  | —                  | —                  | 6     | -6    | 5     |
| Def. de Belgrano Argentina   | Total               | Total               | 6    | -6   | 5    | 0             | 0             | 0             | 0                  | 0                  | 0                  | 6     | -6    | 5     |
| Defensa y Justicia Argentina | 1.ª                 | 2022                | —    | —    | —    | —             | —             | —             | 1                  | -2                 | 0                  | 1     | -2    | 0     |
| Defensa y Justicia Argentina | Total               | Total               | 0    | 0    | 0    | 0             | 0             | 0             | 1                  | -2                 | 0                  | 1     | -2    | 0     |
| Atlético Rafaela Argentina   | 2.ª                 | 2023                | 37   | -31  | 18   | —             | —             | —             | —                  | —                  | —                  | 37    | -31   | 18    |
| Atlético Rafaela Argentina   | Total               | Total               | 37   | -31  | 18   | 0             | 0             | 0             | 0                  | 0                  | 0                  | 37    | -31   | 18    |
| Instituto Argentina          | 1.ª                 | 2024                | 0    | 0    | 0    | 0             | 0             | 0             | —                  | —                  | —                  | 0     | 0     | 0     |
| Instituto Argentina          | Total               | Total               | 0    | 0    | 0    | 0             | 0             | 0             | 0                  | 0                  | 0                  | 0     | 0     | 0     |
| RAAL La Louvière · Bélgica   | 2.ª                 | 2024/25             | 28   | -24  | 10   | 2             | -4            | 0             | —                  | —                  | —                  | 30    | -28   | 10    |
| RAAL La Louvière · Bélgica   | 1.ª                 | 2024/25             | 4    | -5   | 1    | 0             | 0             | 0             | —                  | —                  | —                  | 4     | -5    | 1     |
| RAAL La Louvière · Bélgica   | Total               | Total               | 32   | -29  | 11   | 2             | -4            | 0             | 0                  | 0                  | 0                  | 34    | -33   | 11    |
| Total en su carrera          | Total en su carrera | Total en su carrera | 79   | -70  | 36   | 6             | -11           | 0             | 1                  | -2                 | 0                  | 86    | -83   | 36    |

### Selección
| Selección                        | Año                 | Amistosos | Amistosos | Amistosos | Sudamérica | Sudamérica | Sudamérica | Mundial(1) | Mundial(1) | Mundial(1) | Total | Total | Total |
| Selección                        | Año                 | PJ        | GR        | VI        | PJ         | GR         | VI         | PJ         | GR         | VI         | PJ    | GR    | VI    |
| -------------------------------- | ------------------- | --------- | --------- | --------- | ---------- | ---------- | ---------- | ---------- | ---------- | ---------- | ----- | ----- | ----- |
| Sub-17 Argentina                 | 2015                | —         | —         | —         | —          | —          | —          | 2          | -6         | 0          | 2     | -6    | 0     |
| Sub-17 Argentina                 | Total               | 0         | 0         | 0         | 0          | 0          | 0          | 2          | -6         | 0          | 2     | -6    | 0     |
| Total en su carrera              | Total en su carrera | 0         | 0         | 0         | 0          | 0          | 0          | 2          | -6         | 0          | 2     | -6    | 0     |
| (1) Incluye Copa Mundial Sub-17. |                     |           |           |           |            |            |            |            |            |            |       |       |       |

## Palmarés
| Título                  | Club             | País    | Año  |
| ----------------------- | ---------------- | ------- | ---- |
| Ascenso a la Pro League | RAAL La Louvière | Bélgica | 2025 |